# Danish Science Factory
Danish Science Factory er ved en fusion med det tidligere NTS-Center fra 1. oktober 2015 blevet til læringscentret Astra. 
Danish Science Factory var indtil 1. oktober 2015 en selvstændig organisation stiftet i 2001. Formålet var at skabe begejstring for naturvidenskab blandt børn og unge. Danish Science Factory blev finansieret af bl.a. Undervisningsministeriet, Ministeriet for Videnskab, Teknologi og Udvikling samt en række private fonde. Formand for bestyrelsen var rektor for Danmarks Tekniske Universitet, Anders Overgaard Bjarklev.
DNF udviklede en lang række aktiviteter, heriblandt:
- Dansk Naturvidenskabsfestival
- Unge Forskere
- Science Kommuner
- Lærerkurser
- Grøn Generation
- Netværk mellem skoler og virksomheder
- Kommunikationskurser for forskere
- Internationale udvekslingsprojekter

Danish Science Factory var medlem af den europæiske organisation European Science Events Association (EUSCEA).